# BRUTUS
《BRUTUS》（日语： Burūtasu ?）是由日本出版社 Magazine House 於1980年5月創刊的男性雜誌，每月1日與15日發行，雜誌標題原自美國漫畫《大力水手》的布魯托，發行商也以其他兩位主角奧莉薇和卜派各發行過刊物，近年則轉變為刊載日本文化與生活風格為主的內容，臺灣由慕客館文化事業進口經銷。

## 簡介
1980年5月創刊的《BRUTUS》原為月刊，同年7月份開始便轉變為一月發行兩本的雙週刊持續至今。八〇年代創刊時期主要著重在都市生活、偶爾介紹戶外活動的成年男性雜誌。創刊號介紹「男人去海邊不需要理由」、「男性化妝品不用香氣」、「週日早晨緩慢的吃頓日式早午餐」、「想穿件晚宴服參加派對」⋯⋯等文章，是今日男性質感生活雜誌的發源。最初由朝日電視臺節目《トゥナイト2》擔任主持人的石川次郎擔任編輯長創刊，同時也出版《POPEYE》和《ESSE》兩本雜誌，由堀内誠一負責藝術指導，為ザ・フォーク・クルセダーズ作詞的松山猛以及攝影師三好和義也參與製作。

### 臺灣特輯
2017年7月15日，《BRUTUS》851期推出臺灣特輯，封面是臺南市中西區國華街街景，主題為。出版後8萬本銷售一空，也引起正反兩面評價，正面認為彰顯台灣街頭風情、促進台北以外城市的觀光；反面認為台灣街上違規停車的雜亂市容被登上外國雜誌，造成負面觀感。有臺灣人設計出「BPUTUS封面產生器」讓網友上傳圖片自製封面，而《BRUTUS》在2018年3月的臺灣特輯增刊MOOK書之中，特別將這些網友自製的創意封面收集在2頁，並打上「謝謝台灣」字樣。

## 歷任總編輯
- 石川次郎（創刊－）
- 木滑良久
- 斎藤和弘（1996年）
- 石渡健文（2000年12月）
- 西田善太（2007年12月－）

## 相關刊物
- POPEYE
- Olive
- Casa BRUTUS

## 來源引用
1. ↑  . 雑誌広告ドットコム.   [2016年1月4日]. （原始内容存档于2015年9月29日） （日语）. 「幸せな消費」をテーマにモノが溢れ、多様な価値が語られる今の時代を探求する雑誌。マーケティングでは予測できない「今の興味の行き先」をファッション、アート、フード、トラベル、本、映画とテーマを設けず自由に表現する。
2. ↑  . マガシンハウス.   [2016年1月4日]. （原始内容存档于2016年5月11日） （日语）. 「POPEYE」。水兵ポパイと恋人のオリーブ・オイル、そしてポパイの天敵ブルート（ブルータス）の物語。オリジナルは1929年にエルジー・クリスラー・シーガーによって生み出された『シンプル・シアター』という作品。日本では1959年からTBSで放送された。
3. ↑  邱麟雅. . The Heart-東海大學. 2015年11月26日  [2016年1月4日]. （原始内容存档于2019年2月15日） （中文（臺灣））. 以日本BRUTUS雜誌為例，舉凡西洋美術、佛像、家鄉、飯友、鐵道等，這類較難將主題生動發揮、抑或是時常出現在各種雜誌中的主題，運用巧思，一層一層解剖分析出他們的企劃概念，可能是將大佛的高度與知名建築擺在一起比較的冷知識，又或是將鐵道圖及多本偵探小說中，發生命案的死亡路線做結合，讓讀者閱讀時會有會心一笑的幽默感，更可以在介紹鐵路的同時，擄獲偵探小說迷們的心。這樣的用心當然不僅是依靠獨特的思維，背後仍需要蒐集大量的資料，並訪問許多相關的專業人士，扎實的基本功依舊是一本雜誌不可或缺的重要元素。
4. ↑  許哲寧. . 雜誌上癮俱樂部. 2015年11月28日  [2016年1月4日]. （原始内容存档于2019年9月24日） （中文（臺灣））. 1980年5月由石川次郎創刊的《BRUTUS》，從一開始的月刊，到同年7月變成一個月發行兩本，延續至今已經八百多期，是一本以男性生活風格為目標編纂內容的刊物，初期受西方風格影響，近10年來則是把重心轉回日本文化，這5年來，也受到許多編輯人的影響，打開臺灣讀者的市場。
5. ↑  . Magazine House. 2017-07-15  [2020-06-18]. （原始内容存档于2020-06-19） （日语）.
6. ↑  . nippon.com. 2017-08-04  [2020-06-18]. （原始内容存档于2020-06-18）.
7. ↑  . nippon.com. 2018-03-30  [2020-06-18]. （原始内容存档于2020-06-19）.

## 外部連結
- BRUTUS的官方網站（页面存档备份，存于）
- BRUTUS的X（前Twitter）